# Olímpia (satélite)
Olímpia é o satélite natural do asteroide localizado no cinturão principal denominado de 317 Roxane.

## Descoberta e nomeação
Esse objeto foi descoberto no dia 24 de novembro de 2009, pelos astrônomos W. J. Merline, P. M. Tamblyn, J. D. Drummond, J. C. Christou, A. R. Conrad, B. Carry, C. R. Chapman, C. Dumas, D. D. Durda, W. M. Owen, e B. L. Enke usando observações do sistema de óptica adaptativa do telescópio do Observatório Gemini Norte, em Mauna Kea, Havaí, EUA. Sua descoberta foi nunciada em 26 de outubro de 2009. Ele recebeu a designação provisória de S/2009 (317) 1.

## Características físicas e orbitais
Esse objeto orbita Roxane a uma distância de 245 km. Seu período orbital é de 13 dias. Esse corpo celeste tem um diâmetro estimado de cerca de 5,3 quilômetros.